# 6518 Vernon
6518 Vernon (1990 FR) là một tiểu hành tinh vành đai chính được phát hiện ngày 23 tháng 3 năm 1990 bởi E. F. Helin ở Palomar.